# Raúl Párraga
Raúl Alberto Párraga (2 listopada 1944) – piłkarz peruwiański, pomocnik.
Do 1974 roku Párraga był piłkarzem klubu Defensor Lima, razem z którym zdobył w 1973 roku tytuł mistrza Peru. Następnie wziął udział w turnieju Copa Libertadores 1974, gdzie Defensor dotarł do fazy półfinałowej.
Jako gracz klubu Club Sporting Cristal był w składzie reprezentacji podczas turnieju Copa América 1975, gdzie Peru zdobyło tytuł mistrza Ameryki Południowej. Párraga zagrał w trzech meczach - dwóch z Boliwią i jednym z Chile.
W 1978 roku był graczem klubu CNI Iquitos.
Od 25 czerwca do 20 sierpnia 1975 roku Párraga rozegrał w reprezentacji Peru 6 meczów, w których nie zdobył żadnej bramki.